# Aphaenogaster longiceps
Aphaenogaster longiceps é uma espécie de inseto do gênero Aphaenogaster, pertencente à família Formicidae.